# Torneo de Charleston 2025
El Credit One Charleston Open 2025 fue un evento de tenis WTA 500 en la rama femenina. Se disputó en Estados Unidos, en el Family Circle Tennis Center de Daniel Island, Charleston, Carolina del Sur del 31 de marzo al 6 de abril.

## Distribución de puntos
| Modalidad           | Campeona | Finalista | Semifinales | Cuartos de final | 3ª ronda | 2ª ronda | 1ª ronda | Clasificadas | 2ª ronda de clasificación | 1ª ronda de clasificación |
| Individual femenino | 500      | 325       | 195         | 108              | 60       | 30       | 1        | 25           | 13                        | 1                         |
| Dobles femenino     | 500      | 325       | 195         | 108              | -        | -        | 1        | -            | -                         | -                         |

## Cabezas de serie

### Individuales femenino
| Tenista               | Ranking | Preclasificada |
| Jessica Pegula        | 4       | 1              |
| Madison Keys          | 5       | 2              |
| Qinwen Zheng          | 9       | 3              |
| Emma Navarro          | 10      | 4              |
| Daria Kasatkina       | 12      | 5              |
| Diana Shnaider        | 13      | 6              |
| Danielle Collins      | 15      | 7              |
| Amanda Anisimova      | 17      | 8              |
| Ekaterina Alexandrova | 20      | 9              |
| Yulia Putintseva      | 24      | 10             |
| Jeļena Ostapenko      | 25      | 11             |
| Magdalena Fręch       | 27      | 12             |
| Elise Mertens         | 28      | 13             |
| Anna Kalinskaya       | 33      | 14             |
| Ashlyn Krueger        | 40      | 15             |
| Peyton Stearns        | 43      | 16             |
| Belinda Bencic        | 45      | 17             |

- Ranking del 17 de marzo de 2025.[2]

### Dobles femenino
| Tenista                             | Ranking | Preclasificada |
| Jeļena Ostapenko Erin Routliffe     | 8       | 1              |
| Hao-ching Chan Veronika Kudermetova | 25      | 2              |
| Caroline Dolehide Desirae Krawczyk  | 35      | 3              |
| Sofia Kenin Lyudmyla Kichenok       | 36      | 4              |

- Ranking del 17 de marzo de 2025.[3]

## Campeonas

### Individual femenino
Jessica Pegula vemció a  Sofia Kenin por 6-3, 7-5

### Dobles femenino
Jeļena Ostapenko /  Erin Routliffe vencieron a  Caroline Dolehide /  Desirae Krawczyk por 6-4, 6-2